# Thomas Philipp (Soziologe)
Thomas Philipp (* 1975 in Linz) ist ein in Linz lebender österreichischer Sozialwissenschafter und Künstler.

## Leben
Philipp studierte Sozialwirtschaft und Soziologie an der Johannes Kepler Universität Linz. Er ist Mitbegründer und Leiter des Forschungsinstituts LIquA – Linzer Institut für qualitative Analysen, Lehrbeauftragter am Institut für Gesellschafts- und Sozialpolitik an der Johannes Kepler Universität Linz und am Institut für Medien an der Kunstuniversität Linz sowie Verfasser zahlreicher wissenschaftlicher Publikationen im sozial- und kulturwissenschaftlichen Zusammenhang. Im kulturellen Feld ist er u. a. als Gründungsmitglied der Linzer Künstlergruppe qujOchÖ, als Fachbeirat des Museum Arbeitswelt Steyr oder als Mitglied des Oberösterreichischen Landeskulturbeirats aktiv.

## Wissenschaftliche Arbeiten (Auszug)
- Der neue Kulturentwicklungsplan für die Stadt Linz. Linz 2011.[6]
- Konkrete Utopien für den ländlichen Raum. In: Pollak Sabine (Hrsg.), Die Freuden des Landlebens. Zur Zukunft des ruralen Wohnens, Sonderzahl Verlag, Wien 2011: ISBN 978-3-85449-345-7.[7]
- Ein Rendez-Vous mit Peter Behrens. In: Andrea Bina (Hrsg.): Tabakfabrik Linz. Verlag Anton Pustet, Salzburg 2010, ISBN 978-3-7025-0633-9.[8]
- Juwel in Transformation. Gedanken zur Zukunft der Linzer Tabakfabrik. In: Ars Electronica (Hrsg.): REPAIR – sind wir noch zu retten. Katalog zur Ars Electronica 2010. Hatje Cantz Verlag, Ostfildern-Ruit 2010, ISBN 978-3-7757-2723-5.[9]
- Stadt im Glück. Ausstellungsprojekt im Rahmen von Linz 2009. Linz 2009.[10][11]
- Der Mehrwert von Kunst und Kultur für den städtischen Raum. Linz/ Wien 2008.[12]
- flexible@art. Prekarisierung(stendenzen) des Kunst- und Kulturfeldes. Wien 2007.[13]
- Kreativwirtschaft in der Stadtregion Linz. Linz 2006.[14]

## Künstlerische Arbeiten (Auszug)
- Stuttgart intim: Vier Hochzeiten und ein Todesfall. Stuttgart 2011.[15]
- Das große Manöver. Steirischer Herbst, Graz 2010.[16][17]
- Mythos Hofer. Innsbruck 2009.[18][19][20]
- Leben im Strafraum. Lentos Kunstmuseum Linz, Linz 2008.[21]